# لي آن ميلر
لي آن ميلر (بالإنجليزية: Lea Ann Miller)‏ هي مصممة رقصات التزلج على الجليد ‏ أمريكية، ولدت في 22 يناير 1961 في كيركوود في الولايات المتحدة.

## وصلات خارجية
- لي آن ميلر على موقع أوليمبيديا (الإنجليزية)